# مجلس السلامة النووية (إسبانيا)

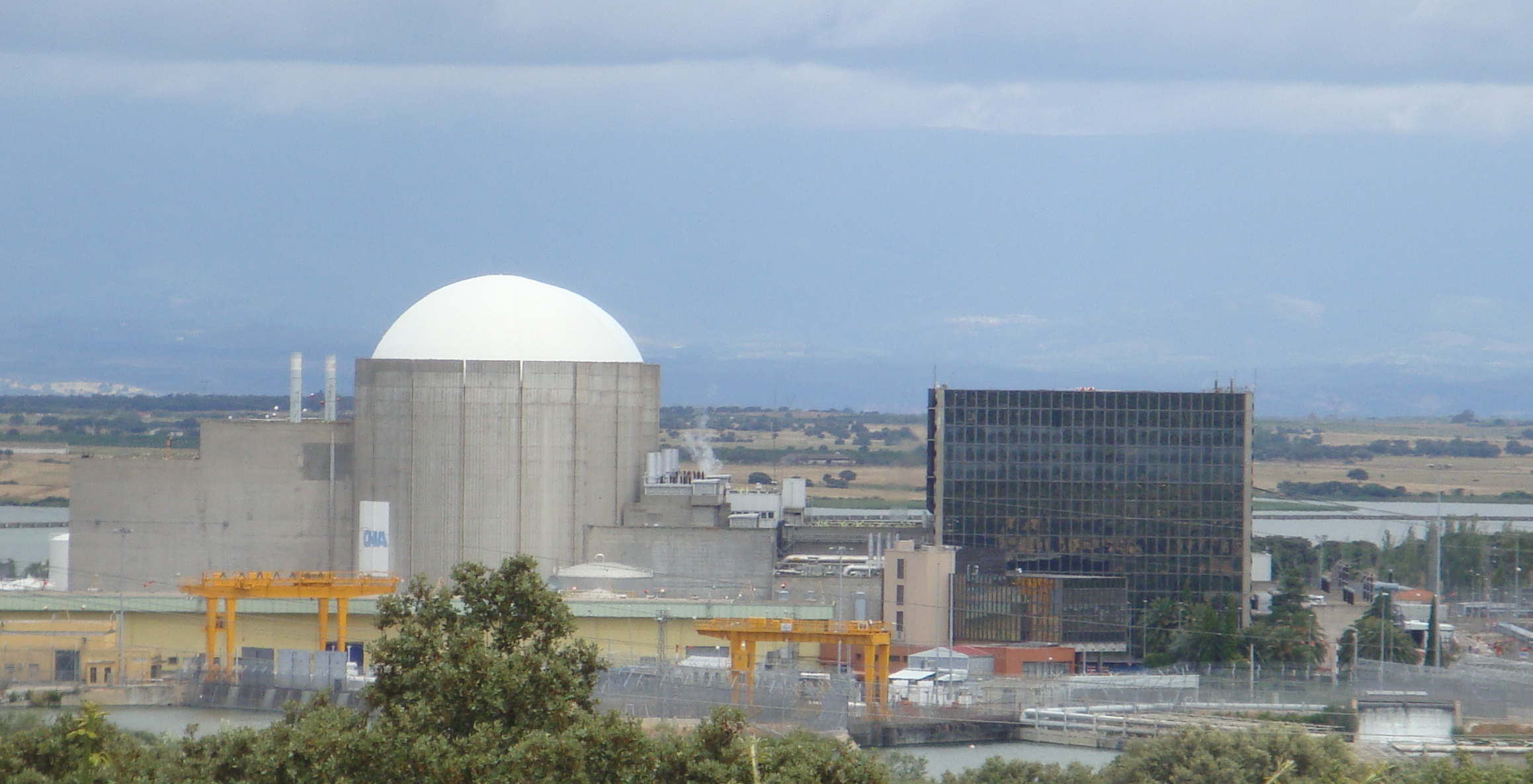
محطة الماراز

مجلس السلامة النووية هي مؤسسة إسبانية مستقلة تابعة للإدارة العامة للدولة وهدفها الرئيسي هو ضمان السلامة النووية وحماية الناس والبيئة من الإشعاع.
تم تعديل هيكلها ووظائفها وكفائتها وتنظيمها على نطاق واسع في أكتوبر 2007 من خلال الإصلاحات القانونية وهي أيضا عضو في رابطة المنظمين النوويين في أوروبا الغربية.
توفر البيانات التشغيلية لمحطات الطاقة النووية الموجودة في الأراضي الإسبانية والإبلاغ عن وضع التشغيل والطاقة الحرارية والطاقة الكهربائية ودرجة الحرارة الأولية والمفاعلات النووية وغيرها.

## التاريخ
في عام 1975 تولى لويس إيشافاري منصب مدير مشروع محطة الماراز للطاقة النووية.
في عام 1985 أصبح المدير الفني للمجلس الإسباني للسلامة النووية وفي عام 1987 تم تعيينه مفوضا في مجلس السلامة النووية.